# Mini Challenge Schweiz
Die Mini Challenge Schweiz ist eine Schweizer Motorsport-Rennserie, die seit 2007 nach den Regeln des Automobil-Slaloms, im Sprint und im Bergrennen ausgetragen wird. Die Rennen finden im Rahmen unterschiedlicher Serien und Veranstaltungen statt, darunter  die ACS Slalom Trophy und der Renault Classic Club.

## Geschichte
2007 wurde aus der Mini Race Challenge die Mini Challenge Schweiz. Zum Einsatz kommen Einheitsfahrzeuge von Mini, welche in regelmässigen Abständen den aktuellen Modellen angepasst werden. So fuhren bereits der Mini Cooper S sowie aktuell der Mini John Cooper Works in dieser Rennserie.

## Technisches Reglement
Zugelassen sind ausschliesslich Fahrzeuge der Marke Mini, welche von BMW-Schweiz vorbereitet werden. Das Reglement ist sehr streng und erlaubt keine Veränderungen an Teilen, die aerodynamische oder fahrdynamische Komponente wie Motor, Getriebe und Bremsen betreffen.
Im Innenraum der Fahrzeuge sind sicherheitsrelevante Umbauen wie Überrollbügel und Feuerlöschanlage, sowie der Ausbau von Rückbank, Bordwerkzeug und Hutablage erlaubt. Darüber hinaus bleiben weite Teile des Innenraums unberührt. 
Reparaturen und der Ersatzteilservice werden ausschliesslich über offizielle Mini Vertretungen in der Schweiz bzw. Mini Service-Partner abgewickelt. Bei offiziellen Schweizer Mini Vertretungen oder Service Partnern werden Reparaturen und Ersatzteile anhand des Reparatur- oder Ersatzteilformulars dokumentiert. Vor dem Renneinsatz werden die getätigten Reparaturen oder verbauten Ersatzteile auf ihre Durchführung im Sinne dieses Reglements überprüft. Auf dem Rennplatz erfolgt die technische Abnahme.

## Sportliches Reglement
Für die Teilnahme an Rennen der Mini Challenge Schweiz sind ein gültiger Führerschein der Kategorie B sowie eine entsprechende Jahres-Lizenz der Auto Sport Schweiz vorgeschrieben. Ebenso müssen die Teilnehmer einen Wohnsitz in der Schweiz oder im Fürstentum Liechtenstein aufweisen. Gaststarter mit einer Tageslizenz der ASS sind ebenfalls startberechtigt. Alle Fahrer müssen nach den Regularien der FIA Helm inklusive HANS-System, Overalls, Handschuhe, Schuhe, Socken und Unterwäsche in feuerfester Ausführung tragen.

## Rennen
Seit 2007 finden und fanden Rennen in der Schweiz, Frankreich, Deutschland und in Italien statt. 
- Schweiz: Frauenfeld, Interlaken, Saanen, Chamblon, Oberhallau, Drognens, Ambrì, Romont, Gurnigel, Reitnau, Lignières, La Roche, La Berra, Bure
- Deutschland: Hockenheim
- Frankreich: Anneau du Rhin, Dijon, Frontenaud
- Italien: Varano